# Amfilohije Radović
Amfilohije (Risto)   Radović (Donja Morača, 7. siječnja 1938. – Podgorica, 30. listopada 2020.) je bio mitropolit crnogorsko-primorski Srpske pravoslavne Crkve.  
Amfilohijevo političko djelovanje u okviru Srpske pravoslavne crkve izazivalo je brojne kontroverze u javnosti zbog velikosrpskog nacionalizma, negiranja crnogorskog naroda i državnosti, reafirmacije četništva kao i zbog protivljenja europskim integracijama.
Njegovo sudjelovanje u političkom životu se smatra izrazito konzervativnim i militantnim.
Tijekom raspada SFRJ bio je u bliskim odnosima s Radovanom Karadžićem i Željkom Ražnatovićem Arkanom.  Zbog njegovog političkog djelovanja i uloge koju je imao u ratovima, mnogi ga nazivaju ratnikom u mantiji.

## Životopis

### Mladost i obrazovanje
Risto Radović, sin Ćira i Mileve Radović, rođen je na pravoslavni Božić 7. siječnja 1938. godine u Barama Radovića u Donjoj Morači. Završio je Bogosloviju Sv. Save u Beogradu. Na Bogoslovskom fakultetu SPC u Beogradu diplomirao je 1962. god. Pored teologije, na Filozofskom fakultetu Sveučilišta u Beogradu, studirao je klasičnu filologiju. Veliki utjecaj na Amfilohija izvršio je svetosavski teolog Justin Popović. Postdiplomski studij nastavlja u Bernu i Rimu. Odatle prelazi u Atenu, u kojoj, za vrijeme sedmogodišnjeg boravka, pored svakodnevne svećeničke službe, uspijeva doktorirati s tezom o Grigoriju Palami, koju piše na grčkom jeziku i brani uz najvišu moguću ocjenu.
Sredinom 1970-ih odlazi na Svetu goru, gdje godinu dana provodi kao redovnik, uzevši ime Amfilohije, što na grčkom znači "dva voda vojske". Nakon toga je pozvan predavati na Ruskom pravoslavnom institutu "Sveti Sergije" u Parizu od 1974. do 1976., gdje uz ostalih pet jezika koje je savladao, usavršava i francuski jezik. Od stranih jezika zna grčki, ruski, talijanski, njemački i francuski jezik. Po povratku, u Beogradu je biran za dekana Bogoslovskog fakulteta i izvanrednog profesora. Od 1980. predaje na Bogoslovskom fakultetu. Krajem 1985. izabran je za episkopa banatskog sa sjedištem u Vršcu. Amfilohije je uoči Božića 1990. godine na Cetinju ustoličen za Mitropolita crnogorsko-primorskog SPC, zetsko-brdskog i skenderijskog i egzarha Pećkog trona, kako glasi njegova puna titula. Titula "skenderijski" podrazumijeva i nadležnost nad oblasti Skadra u Albaniji, no stvarna nadležnost toga područja je pod ovlastima Albanske pravoslavne crkve. Na njegovu inicijativu je pokrenut časopis mitropolije crnogorsko-primorske, Svetigora.
Preminuo je 30. listopada 2020. u Podgorici od posljedica zaraze COVID-19.

## Uloga u raspadu SFRJ
Amfilohije je, ponesen idejom Slobodana Miloševića o “nacionalnom preporodu”, podržavao rat koji se zahuktavao u bivšoj Jugoslaviji. On se zalagao za stvaranje Velike Srbije ujedinjenjem svih oblasti u kojima žive Srbi. Mitropolit Amfilohije je na Petrovdan, 12. srpnja 1991. godine u cetinjskom manastiru primio Željka Ražnatovića Arkana, vođu srpske paravojne postrojbe „Tigrovi“, koji je sa svojom jedinicom pušten u manastir pod punim naoružanjem. Arkanove jedinice su neke vrijeme služile kao "osiguranje" Cetinjskog manastira.
Nakon izbijanja rata u Hrvatskoj 1991. Amfilohije Radović je boravio na dubrovačkom ratištu. On je u jesen 1991. obilazio crnogorsku vojsku koja je vršila opsadu Dubrovnika i dijelio im križiće i ikonice. U studenom 1991. godine Amfilohije je na dubrovačkom ratištu epskom pjesmom "Mojkovačka bitka" izvođenom uz gusle hrabrio rezerviste podgoričke brigade „Veljko Vlahović“.
Amfilohije je drugi put ugostio Arkana po njegovom povratku s dubrovačkog ratišta, na Badnji dan 1992. godine, kada je Arkanu pripala "čast" čuvati badnjak na Cetinju. Tom prilikom je izvršeno masovno krštenje oko 400 izbjeglica iz sjeverne Albanije, a Amfilohije je bacio anatemu na "one koji hoće razdvojti Srbiju od Crne Gore". Željko Ražnatović Arkan je tada iz Cetinjskog manastira poručio Crnogorcima: "I Skadar će biti naš".
Tijekom rata u Bosni i Hercegovini, Amfilohije je bio blizak prijatelj Radovana Karadžića, optuženog za ratne zločine. Radović je Karadžića često posjećivao na Palama i obilazio njegove borce po bosanskohercegovačkim ratištima da ih osokoli za borbu. Kada su čelnici Republike Srpske odbacili Vance-Owenov mirovni plan 1993. godine, Amfilohije je izjavio da su oni te noći "krenuli svetolazarevskim putem". Zbog odbacivanja mirovnog sporazuma, Amfilohije je Biljanu Plavšić proglašavao kosovkom djevojkom. Amfilohije je izjavljivao da se u BiH bije bitka za "slobodu zlatnu i obraz časni čitavog pravoslavlja, za pravdu i dušu čitavoga svijeta, za svetinju bogolikog ljudskog dostojanstva". Zbog "zasluga" tijekom rata u Bosni, Radovan Karadžić ga je odlikovao Ordenom Njegoša prvog reda.
1996. godine Radović je uredio zbornik radova Jagnje Božije i zvijer iz bezdana, kojim se izlaže pravoslavna filozofija rata i u kojem se, pored ostalih autora, nalazi i tekst Radovana Karadžića. Haško tužilaštvo smatra da se Karadžić, dok je bio u bijegu, skrivao u manastirima pod Amfilohijevom nadležnošću.

### Političko djelovanje u Crnoj Gori
Amfilohija mnogi kritiziraju zbog miješanja u politiku Crne Gore, kao i zbog pokušaja njene klerikalizacije. Njegov dolazak u Crnu Goru neki povezuju s „antibirokratskom revolucijom”, kada su vlast u toj republici preuzeli Miloševićevi kadrovi. Amfilohije Radović je u Crnoj Gori godinama vatreno propovijedao svetosavlje, ideologiju srpskog nacionalizma. Poznat je po žestokom negiranju crnogorske nacije i crnogorske državnosti. Mitropolitovo promoviranje "srpstva i svetosavlja", u skladu s velikosrpskom nacionalističkom projektu, dovelo je do značajne polarizacije među samim Crnogorcima. Žestoki antikomunizam i reafirmacija četništva, putem nakladne djelatnosti Mitropolije crnogorsko-primorske i organiziranim posvećenjem stratišta na kojima su izginuli četnici, izazvalo je kontraverzna mišljenja, ne samo u crnogorskoj javnosti.

### Smrt
7. listopada 2020. Amfilohije je bio pozitivan na COVID-19. Njegovo se zdravlje u međuvremenu poboljšalo, a 20. listopada rezultati provedenih testova pokazali su da je bio negativan na COVID-19, međutim, situacija se naglo pogoršala 29. listopada, kada je primijećeno otežano disanje. Voditeljica pulmološke klinike Kliničkog centra Jelena Borovinić izjavila je 29. listopada da je zdravstveno stanje mitropolita Amfilohija teško i da je "stavljen u režim invazivne ventilacije". Objasnila je da je do pogoršanja zdravstvenog stanja Amfilohija došlo nakon što se razvila upala pluća, zbog komplikacija uzrokovanih COVID-19. Umro je 30. listopada 2020. u Podgorici, Crna Gora, u dobi od 82 godine.  

### Pogreb
Mitropolit Amfilohije je, na vlastiti zahtjev, pokopan u kripti katedrale Vaskrsenja Kristovog u Podgorici na odmorištu pripremljenom za njegov životni vijek. 1. studenoga 2020. Amfilohije je svoju osobnu biblioteku, koja se sastoji od nekoliko tisuća knjiga, poklonio srednjovjekovnom samostanu Stanjevići. 
Zapaženi srpski pjesnik Matija Bećković napisao je pjesmu njemu u čast

## Vanjske poveznice
- (srp.) Životopis  Arhivirana inačica izvorne stranice od 16. prosinca 2010. (Wayback Machine)
- (srp.) Članak na Srbija.net  Arhivirana inačica izvorne stranice od 22. siječnja 2011. (Wayback Machine)
- (crnog.) Da li gospodin Amfilohije ozbiljno prijeti ratom - ili se šali?  Arhivirana inačica izvorne stranice od 9. siječnja 2017. (Wayback Machine)